# Bastiaan Belder
Bastiaan Belder (n. 25 octombrie 1946, Ridderkerk, Olanda de Sud, Țările de Jos) este un om politic neerlandez, membru al Parlamentului European în perioada 1999-2004 din partea Țărilor de Jos.